# Érzés (album)
Az Érzés Tabáni István harmadik stúdióalbuma, mely 2011 novemberében jelent meg. Tabáni István az albumot Máté Péter emlékének ajánlotta. Kiadója az Universal Music Hungary.

## Az album dalai
1. Érzés
2. Mondd, miért szeretsz te mást
3. Engedj el
4. Éjszakák és nappalok
5. Ő
6. Ott állsz az út végén
7. Rejtély
8. Még meg sem köszöntem
9. Hull az elsárgult levél
10. Elmegyek

## Külső hivatkozások
- Információk a Zene.hu lapján